# Умебоші
Умебоші (яп. 梅干, うめぼし, «сушені японські абрикоси») — окадзу, що використовується в японській кухні. Умебоші — це солоно-квашені плоди абрикоса Prunus mume. Умебоші має доволі різкий кисло-солоний смак за рахунок великого вмісту лимонної та аскорбінової кислоти в плодах японського абрикоса, з яких виробляється, і є сильним стимулятором травлення.

## Приготування
Традиційно плоди уме, зняті з дерева в недозрілому вигляді, перетираються в керамічних горщиках із сіллю і ставляться в діжках у прохолодному місці, де піддаються лакто-ферментації протягом трьох-чотирьох тижнів за технологією, схожою з виготовленням квашеної капусти. Свіжі японські абрикоси, витягнуті з розсолу, називаються «карікарі уме» або «умедзуке» і часто використовуються як своєрідна закуска або окадзу. Вони зберігають щільну текстуру і легкий, фруктовий відтінок смаку, проте зберігаються поза розсолом недовго. У минулому, до поширення вакуумної упаковки і холодильників, умебоші для тривалого зберігання висушували на сонці, від чого ті набували характерного зморщеного вигляду, а перед вживанням їх бланшували в окропі або недовгий час відварювали для розм'якшення. Нині і свіжий, і сушений варіанти умебоші доступні цілий рік.
Природний колір умебоші — жовтий або зеленкувато-жовтий, характерний для недозрілого абрикоса або сливи, традиційного яскраво-червоного кольору надають їм, як і багатьом іншим продуктам японської кухні, листя буролистки, що закладаються в діжку при заквашуванні. Кисло-солоний розсіл, що залишається від приготування умебоші, називається «умедзу» («оцет уме», хоча він не містить оцтової кислоти) і використовується як тонізуючий напій, для додання кольору і смаку деяким стравам (наприклад маринованому імбиру бені-сега), а також як народний засіб від застуди.

## Споживання
Умебоші перед вживанням, як правило, не зазнають жодної додаткової обробки. Умебоші часто подають разом з онігірі в бенто, спеціальних коробочках для ланчу. При цьому оптично червонясті круглі плоди на тлі білого рису нагадують прапор Японії (Hinomaru bentō; від Hi no Maru — «сонячний диск»).

## Подібні продукти
Продукти, схожі на умебоші, можна знайти в кулінарних традиціях Китаю, В'єтнаму та Кореї.
У В'єтнамі дуже схожа приправа називається «сімуой» або «омай».
У країнах Південної Азії вона має назву «емблік» і готується з індійського аґрусу.
У Мексиці подібний продукт відомий під назвою «chamoy», зазвичай його готують з абрикоса або тамаринда з сіллю і сухим чилі.

## Галерея

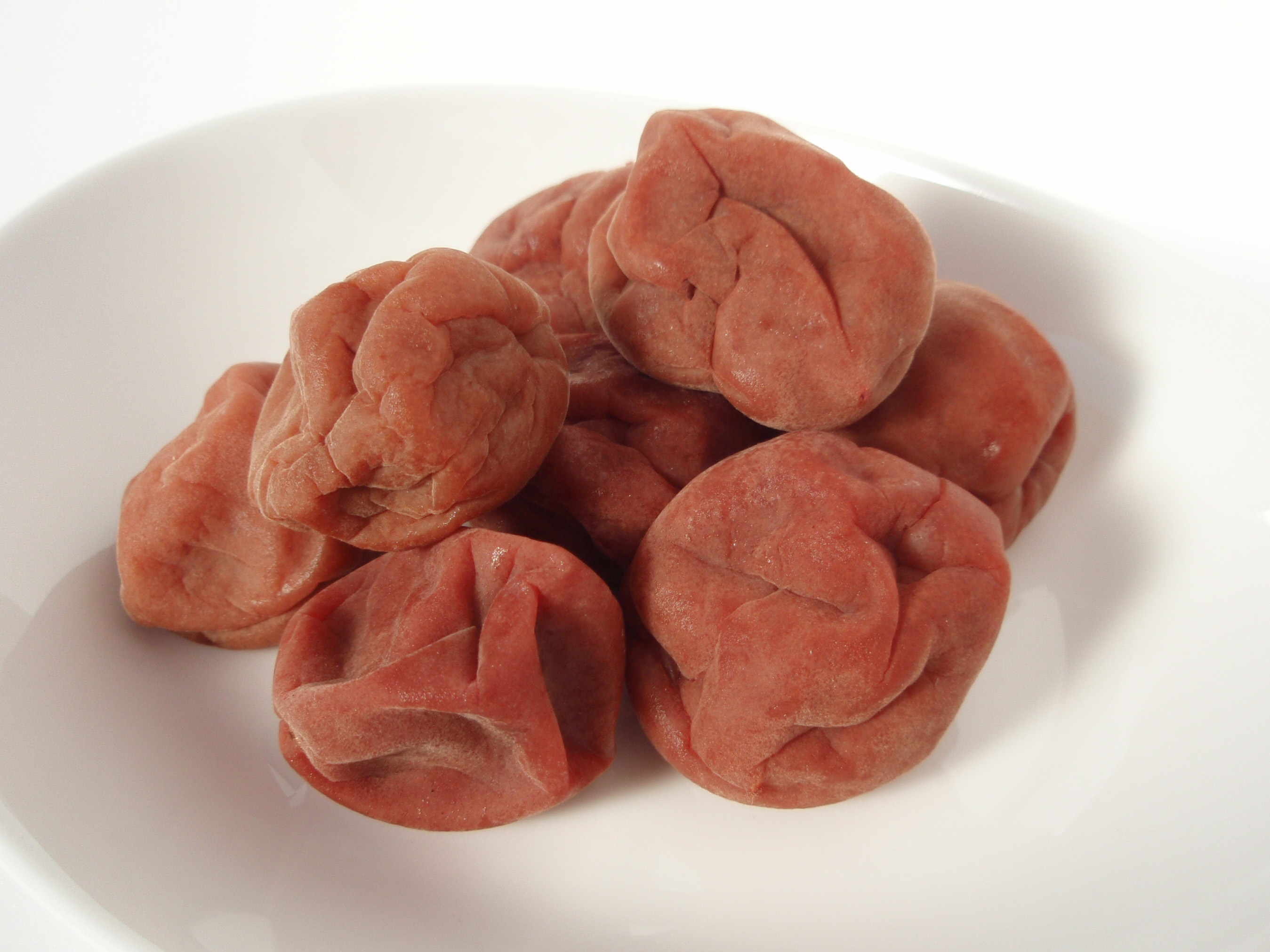
Умебоші (яп. 梅干し або うめぼし) в сушеному вигляді
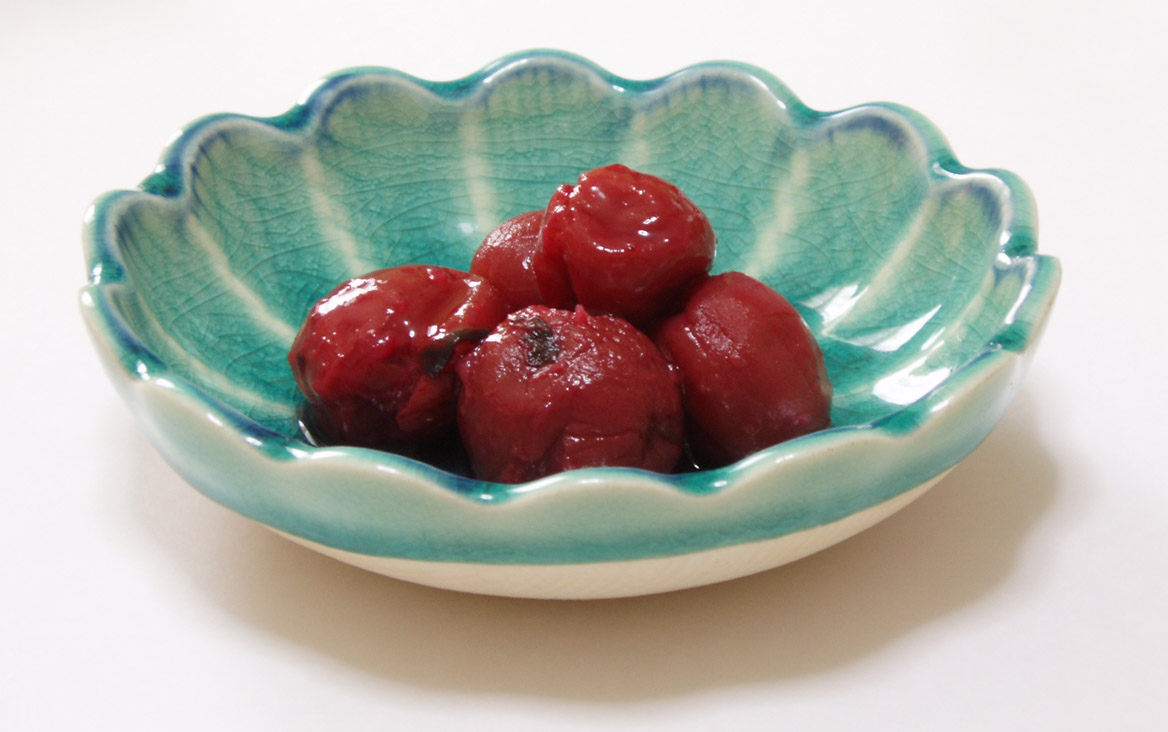
Умецуке (яп. 梅漬け) — несушені
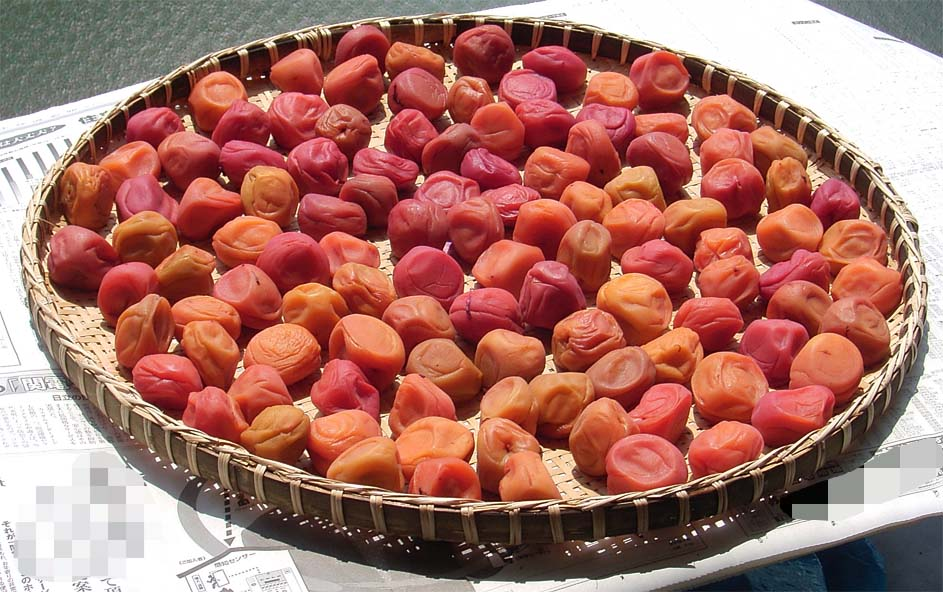
Умебоші, висушені на сонці — doyō umeboshi (яп. 土用梅干)
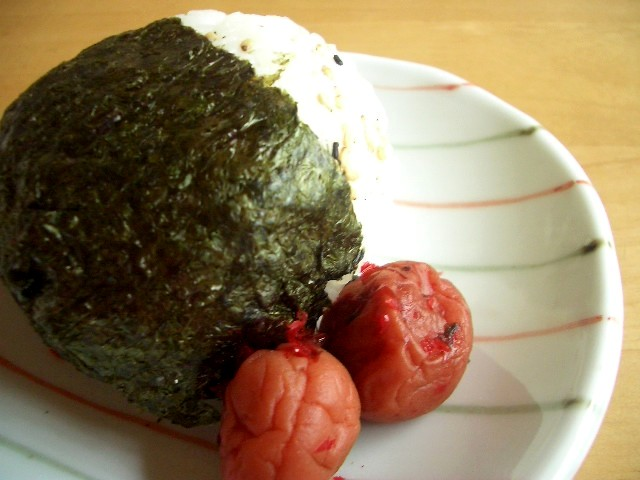
Онігірі з умебоші
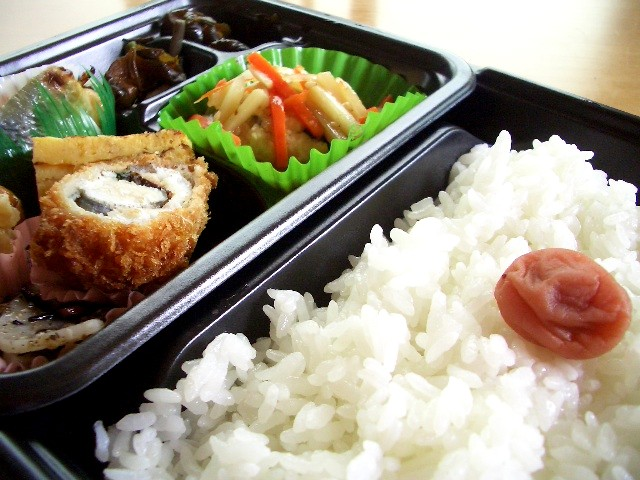
Бенто з умебоші